# Лымин, Афанасий Иосифович
Афана́сий Ио́сифович Лы́мин (18 августа 1904, Большеземельская тундра — 1996, Москва) — государственный и общественный деятель. Председатель Окрисполкома Ненецкого национального округа с февраля 1932 по декабрь 1934 года.

## Биография
Афанасий Лымин родился 18 августа 1904 года в районе реки Колва. Закончил четыре класса церковно-приходской школы. В 1925 году на Колву с агитационной миссией приехал художник Фёдор Модоров. Там он познакомился с молодым ненцем, которого земляки называли Опоня, и пригласил его ехать с собой в Москву. В 1930 году Афанасий Лымин окончил Коммунистический университет трудящихся Востока имени И. В. Сталина. После учебы Лымин был направлен в Казахстан в качестве политрука Красной армии. Участвовал в ликвидации басмачества.
В 1930 году возвратился на Север, в Ненецкий округ, где работал на должности заведующего земельным отделом Ненецкого окрисполкома, а также первым секретарем Большеземельского районного комитета ВКП(б). В 1932 году избран председателем Ненецкого окрисполкома. В 1933 выступил в Президиуме ВЦИК с докладом о развитии и социокультурном строительстве Ненецкого национального округа. Член Севкрайкома ВКП(б) (1932—1935). С начала 1935 года руководитель комиссии по планированию национальных районов и островов Северного Ледовитого океана при исполкоме Северного краевого Совета в Архангельске. В 1937 году арестован по ложному доносу и осуждён. Народный суд над «28 врагами трудового народа, отщепенцами и троцкистами, английскими и германскими шпионами» состоялся в Нарьян-Маре. Лымин был приговорён к 10 годам лишения свободы. Отбывал наказание в Воркуте. Впоследствии был реабилитирован. После освобождения работал рабочим оленсовхоза, буровым мастером во Всесоюзном угольном научно-исследовательском институте в Воркуте. Имя А. И. Лымина занесено в Книгу почёта Ненецкого национального округа в связи с 50-летием Великой Октябрьской социалистической революции. Умер в Москве в 1996 году.